# Antiphon-Maler

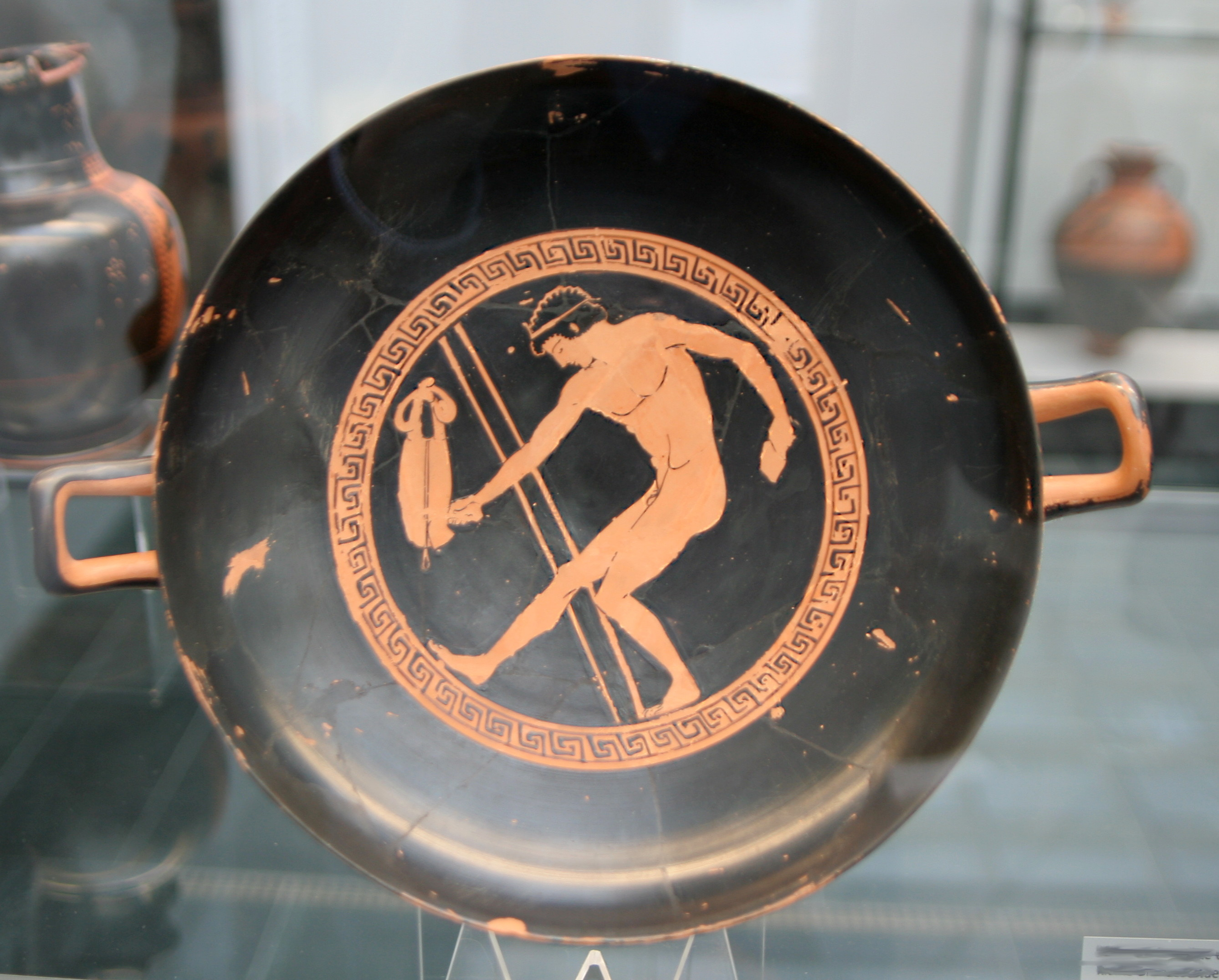
Junger Athlet mit Binde im Haar und Sprunggewichten in den Händen, rotfigurige Kylix des Antiphon-Malers, ca. 490 v. Chr., Staatliche Antikensammlungen (Inv. 2635)

Als Antiphon-Maler wird in der Forschung ein griechischer Vasenmaler bezeichnet. Seinen Notnamen verdankt er einer doppelten Kalos-Inschrift auf einen Antiphon auf dem Dinos-Ständer in der Antikensammlung Berlin (Inventarnummer F 2325). Er war zwischen 500 und 475 v. Chr. in Athen als Maler des rotfigurigen Stils in der größten Schalenwerkstatt des 5. Jahrhunderts v. Chr. tätig. Sein Handwerk erlernte er in der Werkstatt des Euphronios bei Onesimos. Dort arbeitete er mit diesem, dem Kalmarer Maler und anderen Malern eng zusammen.
Ihm werden etwa 100 überlieferte Trinkgefäße (in erster Linie Kyliken) zugewiesen. Die Darstellungen beschäftigen sich fast ausschließlich mit dem Leben der aristokratischen Jugend Athens. Er zeigt sie als Athleten, bei Symposien, als Komasten, mit ihren Pferden oder beim Waffenlauf. Darstellungen von Frauen – namentlich Hetären – sind selten, ebenso mythologische Themen. Wenn er sich mythologischer Themen annimmt, dann meist den Heldentaten von Herakles oder Theseus. Eine seiner Schalen nimmt möglicherweise Bezug auf die Schlacht bei Marathon (Orvieto, Sammlung Faina). Eine besondere Spezialität des Malers waren rotfigurige Augenschalen. Der Antiphon-Maler war der letzte Künstler, der solche geschaffen hatte.